# Mentor books
Mentor books, amerikansk populärvetenskaplig bokserie utgiven på 1940- och 1950-talet av The new American library of world literature.
| Volym | Titel                       | Författare                                           | Utgivningsår |
| ----- | --------------------------- | ---------------------------------------------------- | ------------ |
| 35    | The limitations of science  | J. W. N. Sullivan                                    | 1949         |
| 39    | Life on other worlds        | H. Spencer Jones                                     | 1949         |
| 52    | New handbook of the heavens | Hubert J. Bernhard, Dorothy A. Bennet & Hugh S. Rice | 1950         |